# 木付丈博
木付 丈博（きつき たけひろ、1994年11月15日 - ）は、ジャパンラグビーリーグワン九州電力キューデンヴォルテクスに所属するラグビー選手。

## プロフィール
- 熊本県出身[1]。
- ポジションはロック(LO)。
- 身長 185 cm、体重 112 kg
- ニックネームはきつけ、たけ。

## 略歴
2013年、荒尾高校卒業後、帝京大学に入る。
2017年、帝京大学卒業後、九州電力キューデンヴォルテクスに加入。同年9月9日に行われたジャパンラグビートップチャレンジリーグ第1節の中部電力戦に途中出場で公式戦初出場を果たした。